# 島田俊平
島田 俊平（しまだ しゅんぺい、1948年〈昭和23年〉5月6日 - 2022年〈令和4年〉10月13日）は、日本の実業家。北洋銀行常務取締役を経て、石屋製菓およびその子会社として道内事業のみを買収して新たに設立されたサザエ食品の社長を務めた。

## 人物・来歴
北海道夕張市出身。1973年慶應義塾大学卒業後、北海道拓殖銀行に入行。主に融資部門を担い、西新宿支店長、帯広支店長等を歴任。同行が経営破綻し北洋銀行に営業譲渡された際には、北海道拓殖銀行帯広支店の所在地に新設された北洋銀行帯広中央支店長を務めた。2001年取締役に選任。2004年には常務に昇格し、融資部管掌の筆頭常務として地崎工業などの経営再建に携わった。
2007年8月、賞味期限改ざんが発覚し、辞任を表明した石屋製菓の石水勲社長の後継として、主力行である北洋銀行から派遣されて社長に就任した。社長就任後、週1回の社内連絡会を設け、従業員との交流を密にし風通しの良い職場環境の創出に尽力。白い恋人の販売再開にこぎ着け、2013年7月、取締役相談役に退いた。
2015年6月、関東で展開していた和菓子事業の売り上げ不振によって、会社整理を決定したサザエ食品の堅調であった道内事業のみを石屋製菓が買収し、新たに設立された新サザエ食品の代表取締役社長に就任した。
2022年10月13日、死去。74歳没。葬儀・告別式は近親者のみで行われ、社葬は行われなかった。

## テレビ番組
- 日経スペシャル ガイアの夜明け あれから10年　～山一・拓銀の社員たちは今～（2007年12月18日、テレビ東京）[10]。- “白い恋人”を再生する元拓銀マンを取材。